# جويل تانر هارت
جويل تانر هارت (بالإنجليزية: Joel Tanner Hart)‏ هو شاعر أمريكي، ولد في 10 فبراير 1810 في مقاطعة كلارك في الولايات المتحدة، وتوفي في 2 مارس 1877 في فلورنسا في إيطاليا.